# 학익고등학교
학익고등학교(鶴翼高等學校)는 대한민국 인천광역시 미추홀구 학익동에 위치한 공립 고등학교이다.

## 학교 연혁
- 1996년 2월 14일 : 학익고등학교 설립 인가
- 1996년 3월 1일 : 초대 최영수 교장 취임
- 1996년 3월 5일 : 입학식 (12학급 600명)
- 1999년 2월 12일 : 제1회 졸업식 (586명)
- 2023년 12월 22일 : 제26회 졸업식(졸업생 149명, 총 9,134명)
- 2024년 3월 4일 : 입학식(7학급 157명)
- 2024년 9월 1일 : 제11대 김경심 교장 취임

## 참고 자료
- 학익고등학교 - 한국교육학술정보원 학교알리미